# Association des amis du Musée maritime de La Rochelle
 (mai 2025).
Motif : Insuffisance en matière de sources secondaires requises, centrées et d'envergure nationale, notamment. Cf WP:CAA 
- Archive Wikiwix
- Bing
- Cairn
- DuckDuckGo
- E. Universalis
- Gallica
- Google
- G. Books
- G. News
- G. Scholar
- Persée
- Qwant
- (zh) Baidu
- (ru) Yandex
- (wd) trouver des œuvres sur Wikidata

| 1. | Préciser le motif de la pose du bandeau. | Précisez le motif de la pose du bandeau en utilisant la syntaxe suivante : {{admissibilité à vérifier\|date=juillet 2025\|motif=remplacez ce texte par le motif}}                                                          |
| 2. | Informer les utilisateurs concernés.     | Pensez à avertir le créateur de l'article, par exemple, en insérant le code ci-dessous sur sa page de discussion : {{subst:avertissement admissibilité à vérifier\|Association des amis du Musée maritime de La Rochelle}} |

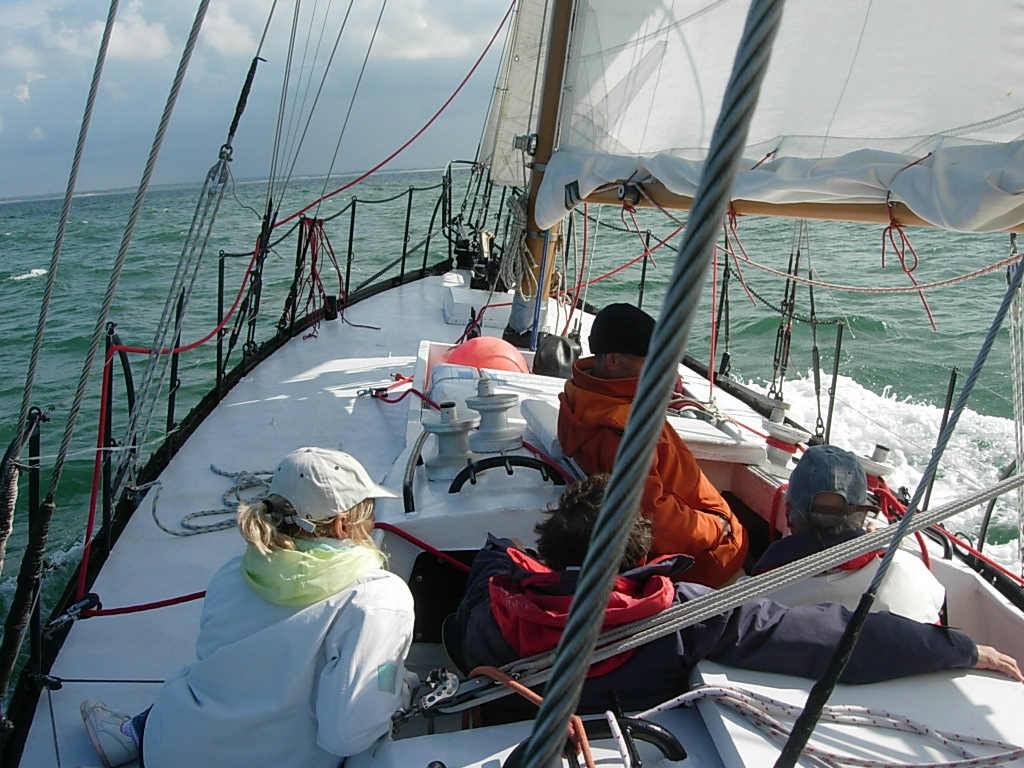
Les adhérents de l'association embarquent sur le Joshua.

L’association des Amis du Musée maritime de La Rochelle est une association créée en 1986, rassemblant des personnes voulant protéger la culture et le patrimoine maritimes. Elle agit notamment en soutenant l’action du Musée maritime de La Rochelle. L'association est déclarée d'intérêt général en 2011.

## Histoire

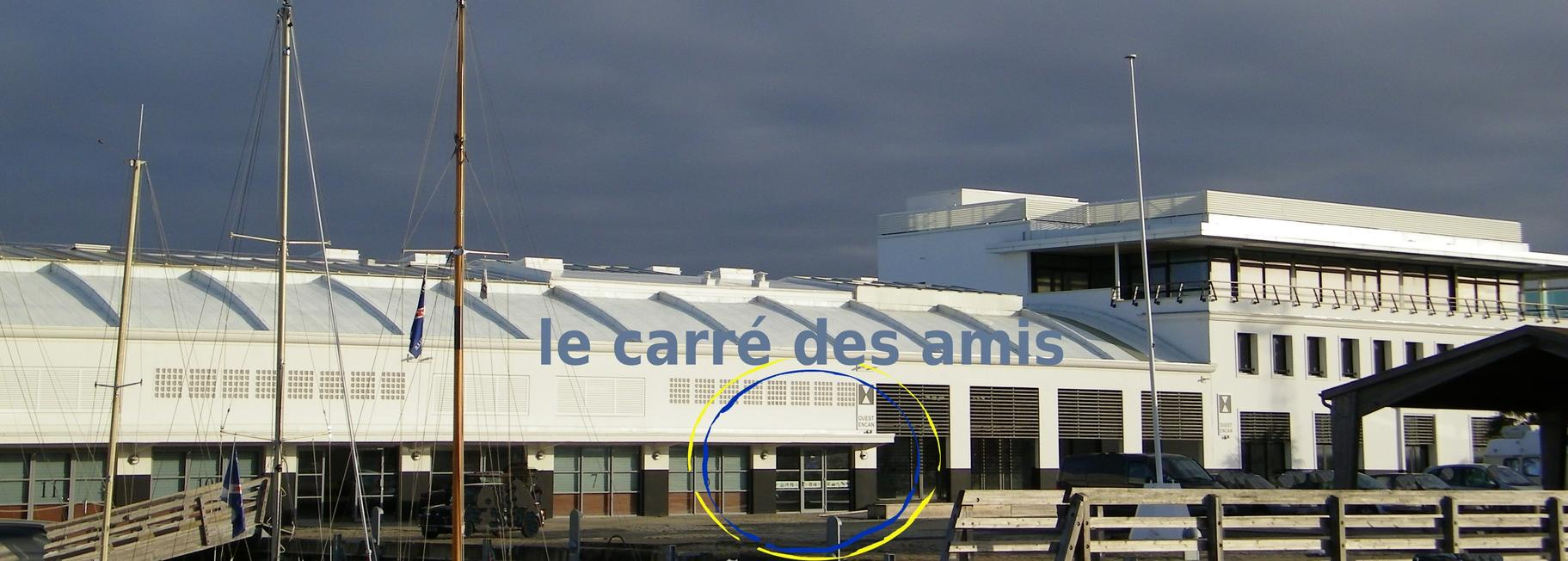
L'association est abritée dans les locaux de l'Encan.

Au milieu des années quatre-vingt un renouveau d'intérêt pour le patrimoine maritime est sensible en France. En 1985 ouvre à Port-Rhu (Douarnenez) un port-musée à flot et le rassemblement de bateaux en 1986 dans ce même port connait un succès populaire inattendu. Une revue spécialisé dans le patrimoine maritime : le magazine Chasse-Marée connait aussi un rapide développement. À La Rochelle un groupe travaille à la reconstruction de bateaux traditionnels (BTLG Bateaux traditionnels entre Loire et Gironde) et à Rochefort commencent les travaux de reconstruction de la Corderie Royale. C'est dans ce contexte que quelques passionnés : plaisanciers, marins professionnels, pêcheurs et autres se rassemblent autour de Patrick Schnepp, Marie-Christine Parnaudeau, Gilbert Maurel… pour organiser le sauvetage de la dernière drague à vapeur (TD6), il leur vint l'idée que le passé maritime prestigieux de La Rochelle mérite un musée. L'association se nomme alors : Association des amis du musée de la Marine de commerce et de pêche de La Rochelle. Le maire Michel Crépeau ayant encouragé le projet, le 19 juin 1988, entra dans le bassin des chalutiers, la frégate France I, navire météorologique acheté par la mairie et remise en état par les « amis » dont ce fut le premier chantier et… le premier musée maritime avec ses 2 300 m2 d'exposition. Cette même année, l'association Musée maritime de La Rochelle prenait le relais des « amis » pour embaucher les premiers salariés.

## Activités

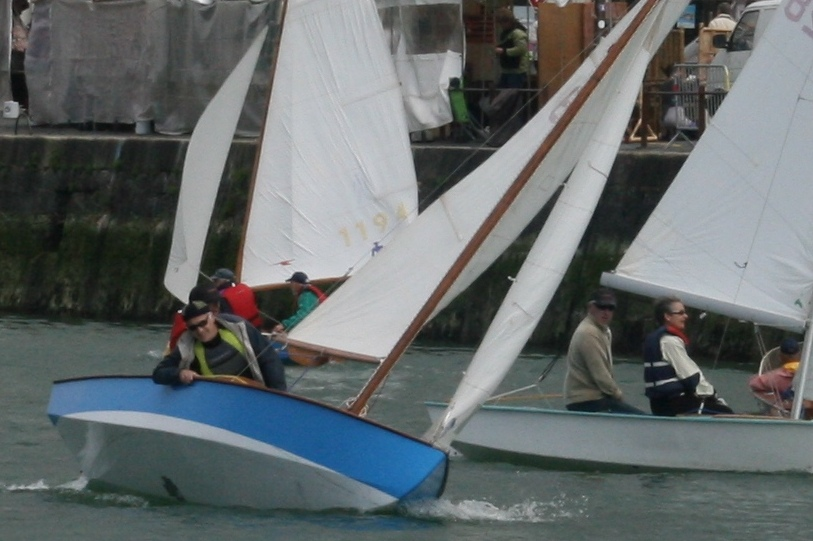
Des bateaux de l'association (Petite Plaisance) dans le chenal de La Rochelle.

« L'important, c'est que notre association milite pour le patrimoine maritime pris dans sa globalité : les bateaux, les hommes, les aménagements du littoral, les monuments en bord de mer. » Alain Barrès, président honoraire .

### Joshua
Joshua, bateau du célèbre navigateur Bernard Moitessier fut drossé à la côte 8 décembre 1982 sur les côtes du Mexique. Début 1990, Emmanuel de Toma, rédacteur en chef adjoint de Voiles et Voiliers prévient Patrick Schnepp qu'il a retrouvé Joshua à Seattle. Le ketch appartient à Johanna Slee qui souhaite que le bateau, restauré, soit acheté par un musée français. L'Association des amis bloque la vente avec un chèque de 50 000 francs. Jacques Bourdin et Michel Mercadier vont trouver les 350 000 francs nécessaires. Le ketch arrive en France sur un cargo, quelques jours avant le Grand Pavois de La Rochelle (salon nautique international annuel à flot du port des Minimes ),. Après hésitation, Bernard Moitessier accepte de rejoindre le salon depuis le port de La Pallice à la barre de Joshua. Ils entrent au milieu d'une foule immense de milliers de spectateurs parfaitement silencieux tant l'émotion est palpable.
Le ketch est classé monument historique depuis 1993. Propriété du Musée maritime de La Rochelle, il fait partie de la flotte du Yacht Club Classique. Il est entretenu par les services du musée et une équipe de bénévoles de l'Association des amis du Musée maritime de La Rochelle. L'association le fait aussi naviguer : plus de 150 jours par an. pour des sorties de la journée dans les pertuis rochelais où des manifestations nautiques : Semaine du Golfe du Morbihan, Défi des ports de pêche, Voiles de l'Espoir, départ du Vendée Globe, Gujan-Mestras, Brest-Douarnenez, Route de l'Amitié, Fêtes de Brest, Douarnenez, La Flotte, Yeu, etc.

### Damien
Le cotre Damien dessiné par l'architecte britannique Robert Tucker a quitté le port de La Rochelle le 25 mai 1969 avec à son bord trois équipiers décidés à vivre ensemble une belle aventure après avoir armé le bateau, ce qui était déjà en cela une aventure ! Deux équipiers : Gérard Janichon et Jérôme Poncet boucleront le périple en cinq ans et 55000 milles. Le 22 septembre 1973, Damien revenait à La Rochelle et était présent pour la première édition du Grand Pavois. C'est à ce 1° Grand Pavois qu'ils rencontrent le chanteur Antoine qui partira lui aussi ensuite vivre des aventures maritimes grâce aux Damien. Damien est classé monument historique depuis 2002 . Il compte pour beaucoup dans l'histoire de la plaisance à La Rochelle car de nombreuses entreprises rochelaises avaient aidé à l'armement du bateau. À l'initiative du grand Pavois et avec la complicité de son propriétaire, Hubert de Chevigny, et au vu de son état la DRAC Poitou-Charente s'est immédiatement porté partenaire du projet  pour engager sa restauration. Le projet de restauration s'appuie sur l'Association des amis du Musée maritime de La Rochelle qui est devenu copropriétaire majoritaire et coordonne celui-ci. Elle collecte et centralise les dons de façon à mener l'opération à bien avec le Grand Pavois, Hubert de Chevigny et la DRAC Poitou Charentes. Le musée maritime de La Rochelle s'est également lancé dans l'aventure. Damien a été exposé au Grand Pavois 2012 et reviendra s'y amarrer pour les éditions 2013 et 2014. Au terme de sa restauration, l'Association des amis du Musée maritime assurera, comme c'est déjà le cas pour le Joshua qui embarque des équipiers à bord, la navigation de Damien. Pour les détails du projet cf.le site web "sauvons Damien" et pour le récit de l'aventure du Damien le  site web de Gérard Janichon.

### La Petite Plaisance

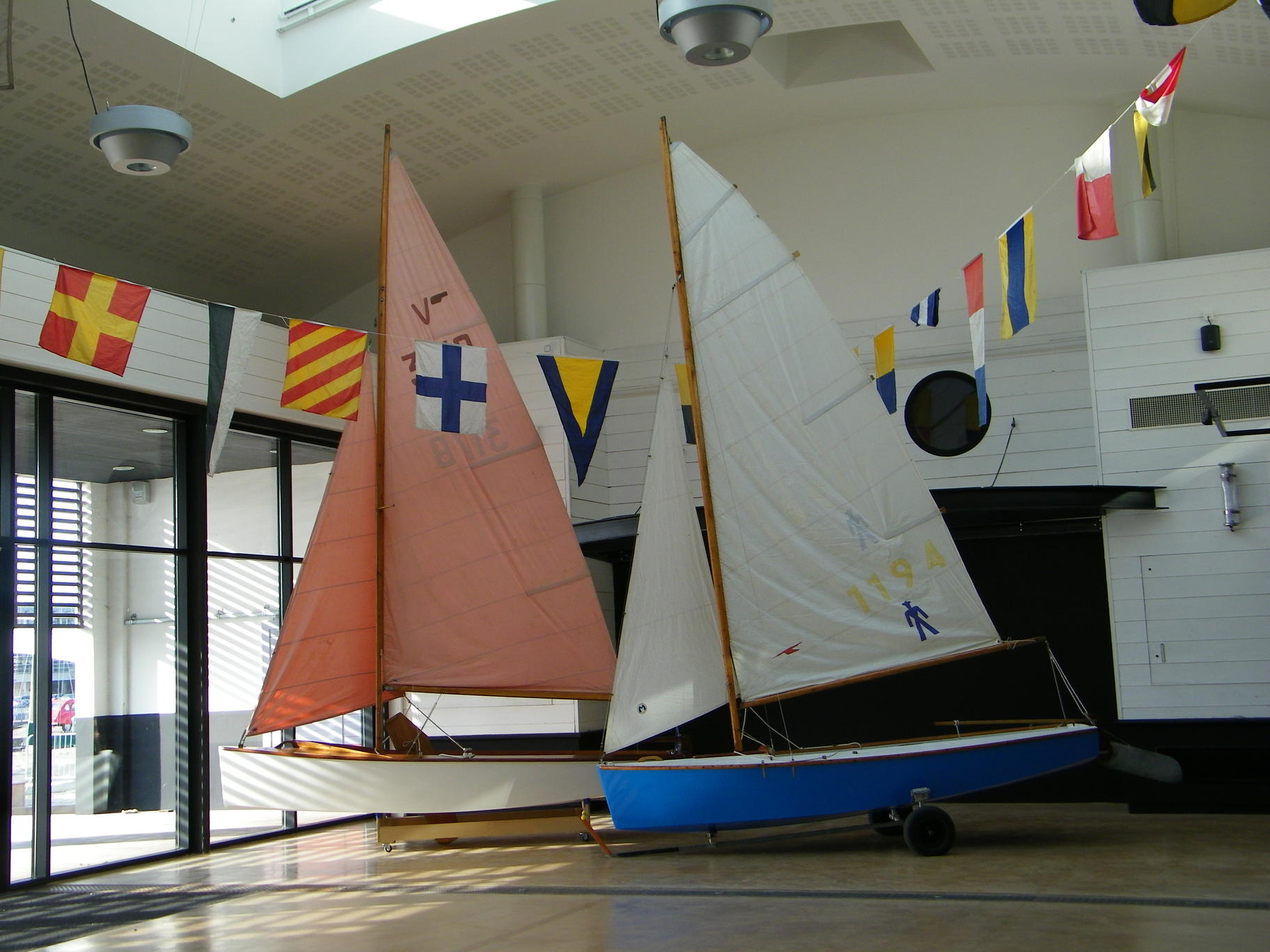
Des bateaux de la Petite Plaisance exposés dans le hall de l'Encan.

L'atelier Petite Plaisance s'est développé spontanément quand quelques « amis » du musée ont offert leur ancien dériveur à l'association. Un 505, un youyou, un Sharpie 9 m2, un Moth, un Mousse ont ainsi constitué le début d'une flottille. Il y a aujourd'hui (2013) plus de cinquante unités. C'est l'une des plus belles collections de France. Elle réunit des bateaux pour la plupart antérieurs aux années 1960, des embarcations représentatives de la démocratisation de la plaisance. Pour faire face à la demande et pour concilier performances et économies les architectes ont alors rivalisé d'intelligence. Tous les architectes navals s'y sont essayés apportant beaucoup d'innovation. Pour entretenir ces bateaux et les restaurer, un atelier associatif a été créé qui réunit environ 25 volontaires. Certains travaux sont confiés à des professionnels ou réalisés selon leurs conseils. Mais l'objectif prioritaire reste de faire naviguer ces bateaux lors de manifestations locales ou nationales ou tout simplement lorsque le temps le permet. Côté restauration deux projets phares sont en cours : la restauration d'un Caneton Brix des années 1930 et la reconstruction d'un Star de 1910 à partir d'une coque de 1962. Voir le catalogue de la collection sur le site des « amis du Musée maritime de La Rochelle ».

## Publications

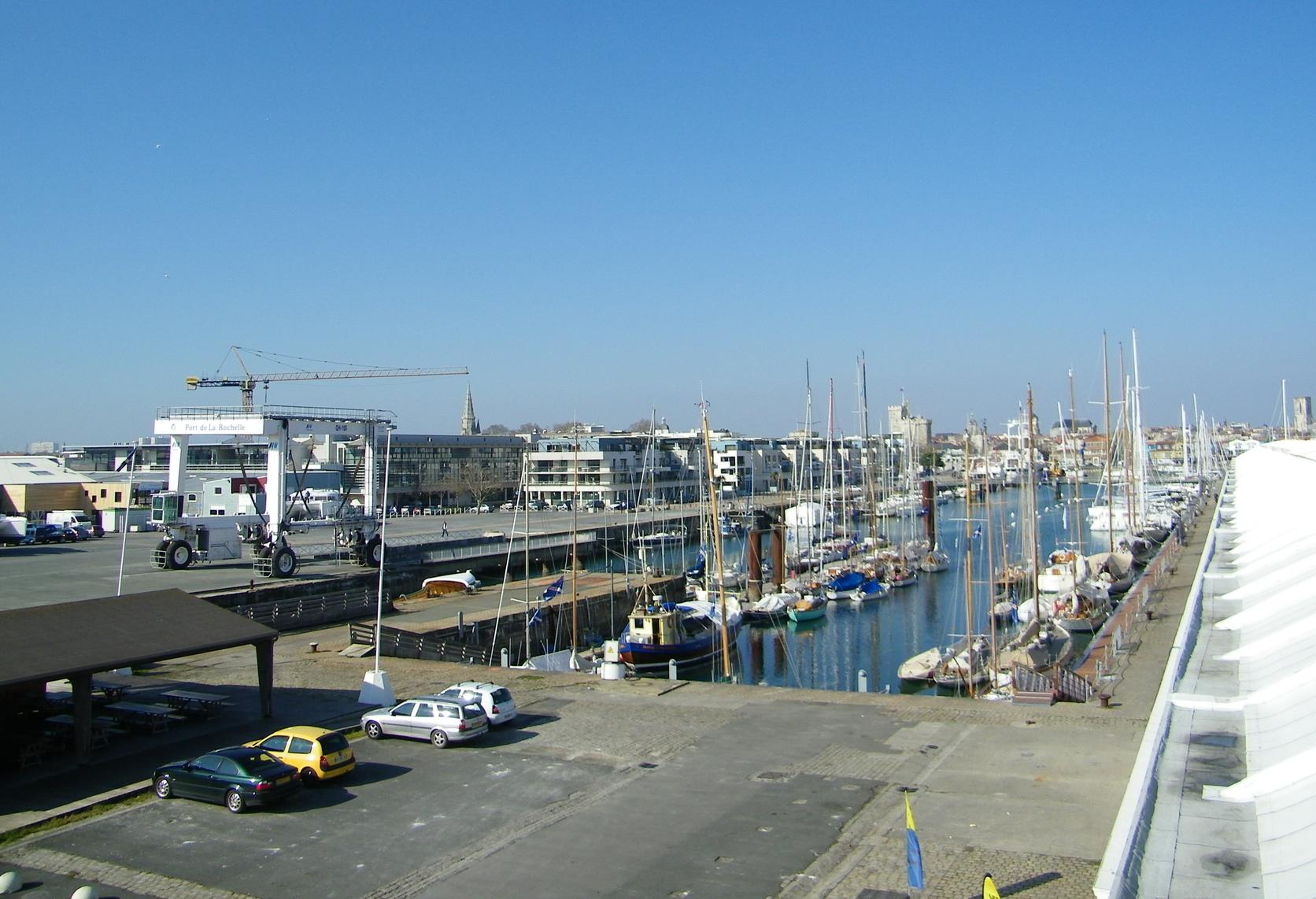
Le bassin des chalutiers et la flotte des yachts classiques.

Les amis du Musée maritime de La Rochelle publient une newsletter Bruits de coursive et une revue La Lettre des amis du Musée maritime.